# Braschwitz
Braschwitz is een plaats en voormalige gemeente in de Duitse deelstaat Saksen-Anhalt, en maakt deel uit van de Landkreis Saalekreis.
Braschwitz telt 1.270 inwoners.

## Geschiedenis
De tot dan zelfstandige gemeente ging op 20 april 2010 deel uitmaken van de stad Landsberg.